# Gary Moore
Gary Moore, teljes nevén: Robert William Gary Moore (Belfast, 1952. április 4. – Estepona, Spanyolország, 2011. február 6.) északír gitáros.
Sok híres vendégzenésszel készített felvételt, köztük a Cream két tagjával, Jack Bruce-szal, valamint Ginger Bakerrel, George Harrisonnal, B. B. Kinggel és még sokan másokkal. Rengeteg gitárosra volt hatással. Példaképei Jimi Hendrix és John Mayall, valamint közvetlen mentora, Peter Green, a Fleetwood Mac gitárosa voltak.

## A kezdet
Gary Moore pályafutása a Skid Row ír együttesben kezdődött, ahol Brendan „Bush” Shiels basszusgitáros-énekes, Nollaig Bridgeman dobos és Paul Chapman gitáros-énekes társaságában zenélt. 1969-ben, 17 évesen csatlakozott a társasághoz, és az 1970-es  Skid és az 1971-es 34 Hours lemezeken játszott az együttesben.

## Run For Cover
1985-ös lemez, amely több országban is nagy sikereket aratott a rajta található két, a már a Victims of the Future-ön is szereplő Empty Rooms és az Out in the Fields számokkal. Ez utóbbi egy duett Phil Lynott-tal, az ötödik helyet érte el a slágerlistán. Hangzásában kezd hasonlítani az elkövetkezendő két album zenei világára.

## Kelta zenei világ: 1987–1989
1987-ben jelent meg a Wild Frontier című lemeze, melyen felfedezhető a zenész északír származására utaló zenei világ. Öt szám jelent meg róla kislemezen: az Over the Hills and Far Away, a Wild Frontier, a The Loner, a Take a Little Time és a Friday on My Mind. A The Loner egy Cozy Powell-szám feldolgozása, bár a két szám közötti hangszerelési különbség igen jelentős, és Gary Moore által vált a szám népszerűvé. Az albumon zenésztársai voltak:
- Bob Daisley (basszusgitár)
- Neil Carter (billentyűs hangszerek és vokál)

Dobos a lemezen nem játszott, a ritmust dobgép szolgáltatta.
1989-ben jelent meg az After the War című lemeze. A CD-változatot egy-egy instrumentális dal nyitja és zárja, a Dunluce (Part 1) és a Dunluce (Part 2). A lemez közepén hallható The Messiah Will Come Again az 1988-ban meghalt Roy Buchanan egyik számának feldolgozása. A Blood of Emeralds-ot egyesek a Wild Frontier című szám folytatásának tartják. Négy kislemez jelent meg róla.

## Blues-korszak: 1990–1995
1990-ben adta ki eddigi legsikeresebb, Still Got the Blues-ra keresztelt korongját, amely több mint hárommillió példányban kelt el. Az előző lemezektől eltérően itt az egyetlen és kizárólagos zenei irányzat, mint a cím is sugallja, a blues. Sok híres vendégzenész is játszik az albumon, mint Albert King, akivel az Oh, Pretty Woman című számban játszik, vagy George Harrison, aki a That Kind of Woman című számban működött közre zenészként, slide-gitárt használva. Hat kislemez jelent meg róla. Zenésztársai a lemezen:
- Andy Pyle (basszusgitár)
- Bob Daisley (basszusgitár)
- Graham Walker (dob)
- Brian Downey (dob)
- Mick Weaver (zongora, elektromos zongora, Hammond-orgona)
- Don Airey (Hammond-orgona, zongora, billentyűs hangszerek)
- Nicky Hopkins (zongora)
- Raoul D'Olivera (trombita)
- Stuart Brooks (trombita)
- Martin Drover (trombita)
- Frank Mead (alt- és tenorszaxofon, harmonika)
- Nick Pentelow (tenorszaxofon)
- Nick Payn (baritonszaxofon)
- Gavin Wright (vonósok a 4. Still Got The Blues és 9. Midnight Blues számban)
- Albert King (gitár a 2. Oh, Pretty Woman számban)
- George Harrison (gitár a 10. That Kind of Woman számban)

1992-ben jelent meg az After Hours című lemez. Az album a rossz nyelvek szerint csupán a Still Got the Blues utórezgése, bár ez a megfogalmazás semmiképp nem helyénvaló, köszönhetően az olyan daloknak, mint a Cold Day in Hell, vagy a Story of the Blues. Öt kislemez jelent meg róla.
1993-ban kislemezen kiadták a Parisienne Walkways című számának a Royal Albert Hallban nagyzenekari kísérlettel előadott változatát. A kislemez a sikerlistán 32. helyig jutott.
1995-ben adta ki a Blues for Greeny című lemezét, melyet Peter Greennek ajánlott, az iránta való tisztelete jeléül. A lemez mellé adott füzetben úgy fogalmazott, hogy ez nem egy „Tribute-album”, hanem főhajtás egy nagy zenész munkássága előtt. Két kislemez jelent meg róla. Az albumon zenésztársai voltak:
- Andy Pyle (basszusgitár)
- Graham Walker (dob)
- Tommy Eyre (billentyűs hangszerek)
- Nick Pentelow (tenorszaxofon)
- Nick Payn (baritone szaxofon)
- Gavin Wright (húros hangszerek)

## Újhullám: 1997–1999
1997-ben jelent meg új hullámos lemeze, a Dark Days In Paradise, melyen a bluest keveri a poppal, és számos zenei irányzat fellelhető még. Az újfajta hangszerelés köszönhető az új sessionzenészek alkalmazásának (ami kétségkívül jót tett a lemez hangulatának), köztük Guy Prattnek, aki a Pink Floyd 1987–88-as és 1994-es turnéján, valamint 1994-es The Division Bell című lemezén játszott basszusgitáron. Három kislemez jelent meg a lemezről. Az albumon zenésztársai: 
- Guy Pratt (basszusgitár)
- Gary Husband (dob)
- Magnus Fiennes (billentyűs hangszerek)

1999-ben bocsátották ki A Different Beat című lemezét, mely a jelek szerint a legnépszerűtlenebb munkája. Gary Moore az elektromos gitár mellett basszusgitáron és billentyűs hangszereken is játszik. Ez volt az első stúdióalbuma, melyről nem adtak ki egy kislemezt sem. A lemezen zenésztársai: 
- Gary Husband (dobok a 3. Worry No More és a 4. Fire számban)
- Robert King (programozás és billentyűs hangszerek)
- Phil Nicholls (programozás a 8. Can't Help Myself számban)

## Vissza a blueshoz: 2001–2010
Két év hallgatás után, 2001-ben jelent meg a Back to the Blues album. Mint a cím is sugallja, Gary Moore az új hullámos zenéről visszatért a jól bevált szakterületéhez, a blueshoz. Továbbá hallható a lemezen a Picture of the Moon című, kislemezen is megjelent dal, mely sokakat a Still Got the Blues-ra emlékeztet. Két kislemez jelent meg a lemezről. Zenésztársai a lemezen:
- Pete Rees (basszusgitár)
- Darrin Mooney (dob)
- Vic Martin (billentyűs hangszerek)
- Martin Drover (trombita)
- Frank Mead (tenorszaxofon)
- Nick Pentelow (tenorszaxofon)
- Nick Payn (baritone szaxofon)

2003-ban digitálisan újrakeverték és kiadták életművének nagyobb szakaszát. Az újramaszterizált lemezek címei:
1. Corridors of Power
2. Victims of the Future
3. We Want Moore! (koncertlemez)
4. Run for Cover
5. Rockin' Every Night (Gary Moore Live in Japan) (koncertlemez)
6. Wild Frontier
7. After the War
8. Still Got the Blues
9. After Hours
10. Blues for Greeny
11. Dark Days in Paradise
12. Around the Next Dream (Jack Bruce-szal és Ginger Bakerrel)

A Back to the Blues sikere után az előzőnél is hosszabb hallgatás következett, mígnem 2004-ben jelentkezett a Power of the Blues című lemezzel. Bár az előző lemeznél is jelentkezett, de igazán ekkor kezdődött el Gary Moore azon korszaka, mikor a lemezein szinte fele-fele arányban oszlik meg az őáltala írt dalok és feldolgozott számok sora. A lemezen szerepel a híres Willie Dixon szám, az I Can't Quit You Baby, amely a Led Zeppelinnek sok fejfájást okozott, a Dixonnal szembeni plágiumper elvesztése miatt. Erről a lemezről nem adtak ki kislemezt, és azóta sem adnak ki ilyen jellegű hanghordozókat Gary Moore-lemezekről. Zenésztársai a lemezen:
- Bob Daisley (basszusgitár)
- Darrin Mooney (dob)
- Jim Watson (billentyűs hangszerek a 2. There's a Hole, az 5. That's Why I Play the Blues és a 9. Can't Find My Baby számban.)

Ugyanebben az évben, májusban fellépett a Fender Stratocaster 50. születésnapjára rendezett koncerten. Ez volt az utolsó koncertek egyike, melyet a stadion felújításának elkezdése előtt rendeztek. Olyan gitárosokkal lépett fel, mint David Gilmour, Brian May, vagy Mike Rutherford. Egy számot adott elő, Jimi Hendrixtől a Red House-t. Néhány napra infúzióhoz volt kötve a jobb keze, mert ínhüvelygyulladásból származó bántalmai voltak. Orvosai nem engedélyeztek neki több szám eljátszását. A betegsége ellenére előadását a legjobbak közé sorolták, sokak szerint az ő előadása volt a legjobb azon az estén, ami nem kis dolog egy ilyen fájdalmakkal járó egészségi probléma esetén.
2006-ban jelentkezett új lemezzel: Old New Ballads Blues. A borító designja erősen emlékeztet a Blues For Greeny lemezre. A cím valójában két számra vonatkozik, a harmadikra (Midnight Blues) és a 6-ra (All Your Love). Mindkét szám a Still Got the Blues albumról valók, lassabb üteműek, így nyilvánvalóan hosszabbak. Az All Your Love intenzívebb basszust kapott. Zenésztársai a lemezen:
- Jonathan Noyce (basszusgitár)
- Darrin Mooney (dob)
- Don Airey (billentyűs hangszerek)
- Nick Payn (baritone szaxofon)
- Nick Pentolow (tenorszaxofon)
- Frank Mead (altszaxofon)
- Sid Gould (trombita),

továbbá
- Pete Rees (basszusgitár a 9. No Reason to Cry számban)
- Graham Walker (dob a 9. No Reason to Cry számban)
- Vic Martin (billentyűs hangszerek a 9. No Reason to Cry számban)

2007-ben megjelent a Close As You Get című lemez, melyet az Old New Ballads Blues folytatásának is neveznek. Az album tizenegy számából összesen ötöt szerzett Gary Moore.
Zenésztársai a lemezen:
- Pete Rees (basszusgitár)
- Brian Downey (dob)
- Vic Martin (billentyűs hangszerek)

2008. június 14-én lépett fel Alsóörsön, a Harley-Davidson Fesztiválon, mint a fesztivál legfőbb fellépője.
A koncerten játszott számok listája:
1. Oh Pretty Woman
2. Hard Times
3. Since I Met You Baby
4. Down the Line
5. Have You Heard
6. Mojo Boogie
7. All Your Love
8. Thirty Days
9. I Love You More than You'll Ever Know
10. Don't Believe a Word
11. Still Got the Blues
12. Walking by Myself
13. The Blues is Alright (első ráadás)
14. Parisienne Walkways (második ráadás)

## Halála
2011. február 6-án szállodai szobájában holtan találták Gary Moore-t, aki vakációját töltötte a spanyolországi Esteponában. Halálát szívroham okozta.

## Diszkográfia

### Albumok a Skid Row-val
- Skid Row, 1970
- 34 Hours, 1971

### Albumok a Colosseum II-val
- Strange New Flesh, 1976
- Electric Savage, 1977
- War Dance, 1977

### Albumok a Thin Lizzyvel
- Night Life
- Remembering Part 1
- Black Rose
- Continuing Saga
- The Adventures of Thin Lizzy
- Life
- Dedication

### Album a BBM-mel
- Around The Next Dream, 1994

### Album a Scars-szal
- Scars, 2002

### Szólóalbumok
- Grinding Stone, 1973
- Back on the Streets, 1978
- Corridors of Power, 1982
- Live at the Marquee, 1983
- Rockin' Every Night – Live in Japan, 1983
- Victims of the Future, 1983
- Dirty Fingers, 1984
- We Want Moore, 1984
- Run for Cover, 1985
- Wild Frontier, 1987
- After the War, 1989
- Still Got the Blues, 1990
- After Hours, 1992
- Blues Alive, 1993
- Ballads & Blues 1982-1994, 1994
- Blues For Greeny, 1995
- Dark Days In Paradise, 1997
- Out in the Fields – The Very Best of Part 1, 1998
- Blood of Emeralds – The Very Best of Part 2, 1999
- A Different Beat, 1999
- Back to the Blues, 2001
- Live at Monsters of Rock, 2003
- Power of the Blues, 2004
- Old New Ballads Blues, 2006
- Close As You Get, 2007
- Bad For You Baby, 2008

### Szólókislemezek
- After The War, 1988
- Always Gonna Love You, 1982
- Always There For You, 1997
- Back On The Streets, 1978
- Cold Day In Hell, 1992
- Crying In The Shadows, 1986
- Don't Let Me Be Misunderstood, 1984
- Empty Rooms, 1984
- Empty Rooms, 1985
- End Of The World, 1982
- Enough Of The Blues, 2001
- Falling In Love With You, 1983
- Friday On My Mind, 1987
- Hold On To Love, 1984
- I Have Found My Love In You, 1997
- I Loved Another Woman, 1995
- Led Clones, 1989
- Listen To Your Heartbeat, 1985
- Livin' On Dreams, 1989
- Midnight Blues, 1990
- Military Man, 1985
- Moving On, 1990
- Need Your Love So Bad, 1995
- Nuclear Attack, 1981
- Oh Pretty Woman, 1990
- One Day, 1994
- One Good Reason, 1997
- Only Fool In Town, 1992
- Out In The Fields, 1985
- Over The Hills And Far Away, 1986
- Parisienne Walkways, 1978/1979
- Parisienne Walkways, 1983
- Parisienne Walkways, 1986
- Parisienne Walkways, 1993
- Picture Of The Moon, 2001
- Reach For The Sky, 1986
- Ready For Love, 1989
- Run For Cover, 1985
- Separate Ways, 1992
- Shapes Of Things, 1984
- Since I Met You Baby, 1992
- Spanish Guitar, 1979
- Still Got The Blues, 1990
- Still Got The Blues, 1993
- Story Of The Blues, 1992
- Take A Little Time, 1987
- The Loner, 1987
- Too Tired, 1990
- Walking By Myself, 1990
- Walking By Myself (live), 1993
- Wild Frontier, 1987